# Briefmarken-Jahrgang 1875 der Deutschen Reichspost
Der Briefmarken-Jahrgang 1875 der Deutschen Reichspost beinhaltete sieben Dauermarken der Serie „Ziffer / Adler im Oval“ mit der Wertangabe in „PFENNIGE“, sowie eine Marke für den Innendienst. Zu den Briefmarken gibt es keine verlässlichen Angaben zur Auflagenhöhe.
Ab dem 1. Januar 1875 ersetzte im Deutschen Reich die Währung Mark und Pfennige die beiden bisherigen Währungen Taler / Groschen und Gulden / Kreuzer.
Hinweise: Die Gebühren für die Postsendungen lagen zwischen dem 1. Januar 1875 und 30. Juni 1906 bei:
- Postkarten: 5 Pfennig
- Briefe im Fernverkehr: 10 Pfennig (bis 20 g) und 20 Pfennig (bis 250 g)
- Einschreiben: 20 Pfennig
- Rückschein: 20 Pfennig

Zur Einordnung der übrigen Kaufkraft zur damaligen Zeit, siehe Artikel: Mark (1871).

## Liste der Ausgaben und Motive
Legende
- Bild: Eine bearbeitete Abbildung der genannten Marke. Das Verhältnis der Größe der Briefmarken zueinander ist in diesem Artikel annähernd maßstabsgerecht dargestellt. Sollten keine Marken abgebildet sein, liegt es daran, dass das Urheberrecht des Künstlers noch nicht erloschen ist.
- Beschreibung: Eine Kurzbeschreibung des Motivs und/oder des Ausgabegrundes. Bei ausgegebenen Serien oder Blocks werden die zusammengehörigen Beschreibungen mit einer Markierung versehen eingerückt.
- Wert: Der Frankaturwert der einzelnen Marke in Pfennig. Ein „+“ bedeutet, dass es sich um eine Zuschlagsmarke handelt (= Frankaturwert + Spende).
- Ausgabedatum: Das Datum des erstmaligen Verkaufs dieser Briefmarke.
- Gültig bis: Das Datum, an dem die Gültigkeit endete.
- Auflage: Soweit bekannt, wird hier die zum Verkauf angebotene Anzahl dieser Ausgabe angegeben.
- Entwurf: Soweit bekannt, wird hier angegeben, von wem der Entwurf dieser Marke stammt.
- Mi.-Nr.: Diese Briefmarke wird im Michel-Katalog unter der entsprechenden Nummer gelistet.

| Dauermarken |                                                                        |                  |                       |                 |         |           |       |
| Bild        | Beschreibung                                                           | Werte in Pfennig | Ausgabe- datum (1875) | gültig bis      | Auflage | Entwurf   | MiNr. |
|             | Dauermarkenserie: Ziffer / Adler im Oval - Ziffer, Krone über dem Oval | 3                | 1. Januar             | 31. Januar 1891 |         | Schilling | 31    |
|             | - Ziffer, Krone über dem Oval                                          | 5                | 1. Januar             | 31. Januar 1891 |         | Schilling | 32    |
|             | - Adler mit Krone im Oval                                              | 10               | 1. Januar             | 31. Januar 1891 |         | Schilling | 33    |
|             | - Adler mit Krone im Oval                                              | 20               | 1. Januar             | 31. Januar 1891 |         | Schilling | 34    |
|             | - Adler mit Krone im Oval                                              | 25               | 1. Januar             | 31. Januar 1891 |         | Schilling | 35    |
|             | - Adler mit Krone im Oval                                              | 50               | 1. Januar             | 31. Januar 1891 |         | Schilling | 36    |
|             | Für den Innendienst 2 Mark im horizontalen Oval                        | 2 Mark           | 1. Januar             | 31. Mai 1900    |         | Schilling | 37    |